# هيئة نيو مكسيكو التشريعية
هيئة نيو مكسيكو التشريعية (بالإنجليزية: New Mexico Legislature)‏  هي الهيئة التشريعية لولاية نيو مكسيكو، يقع المقر الرئيسي لها في سانتا فيه، نيومكسيكو.